# Festival de Salzburgo
El Festival de Salzburgo (en alemán: Salzburger Festspiele) es un importante festival de música y teatro que se celebra desde 1920 en Salzburgo, la ciudad natal de Wolfgang Amadeus Mozart. Es considerado uno de los festivales de música y teatro más importantes y concurridos del mundo. El festival se celebra cada verano, en los meses de julio y agosto. Desde 1973 también se celebra una extensión del mismo festival en pentecostés (Salzburger Pfingstfestspiele), dedicado a la música clásica y barroca, y desde 1967 existe un festival paralelo en la época de pascua (Salzburger Osterfestspiele), con presencia destacada de obras de Richard Wagner.
Sus directores artísticos son, del festival de verano, Markus Hinterhäuser (desde 2017), del de Pascua Christian Thielemann (desde 2013) y del de Pentecostés Cecilia Bartoli (desde 2012).

## Historia

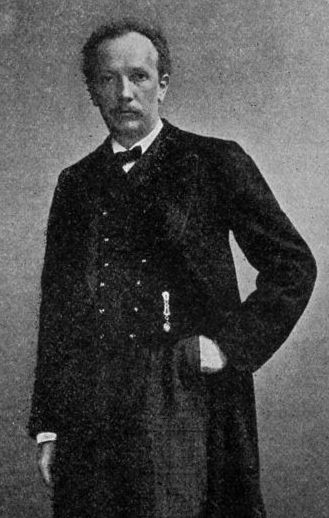
Richard Strauss

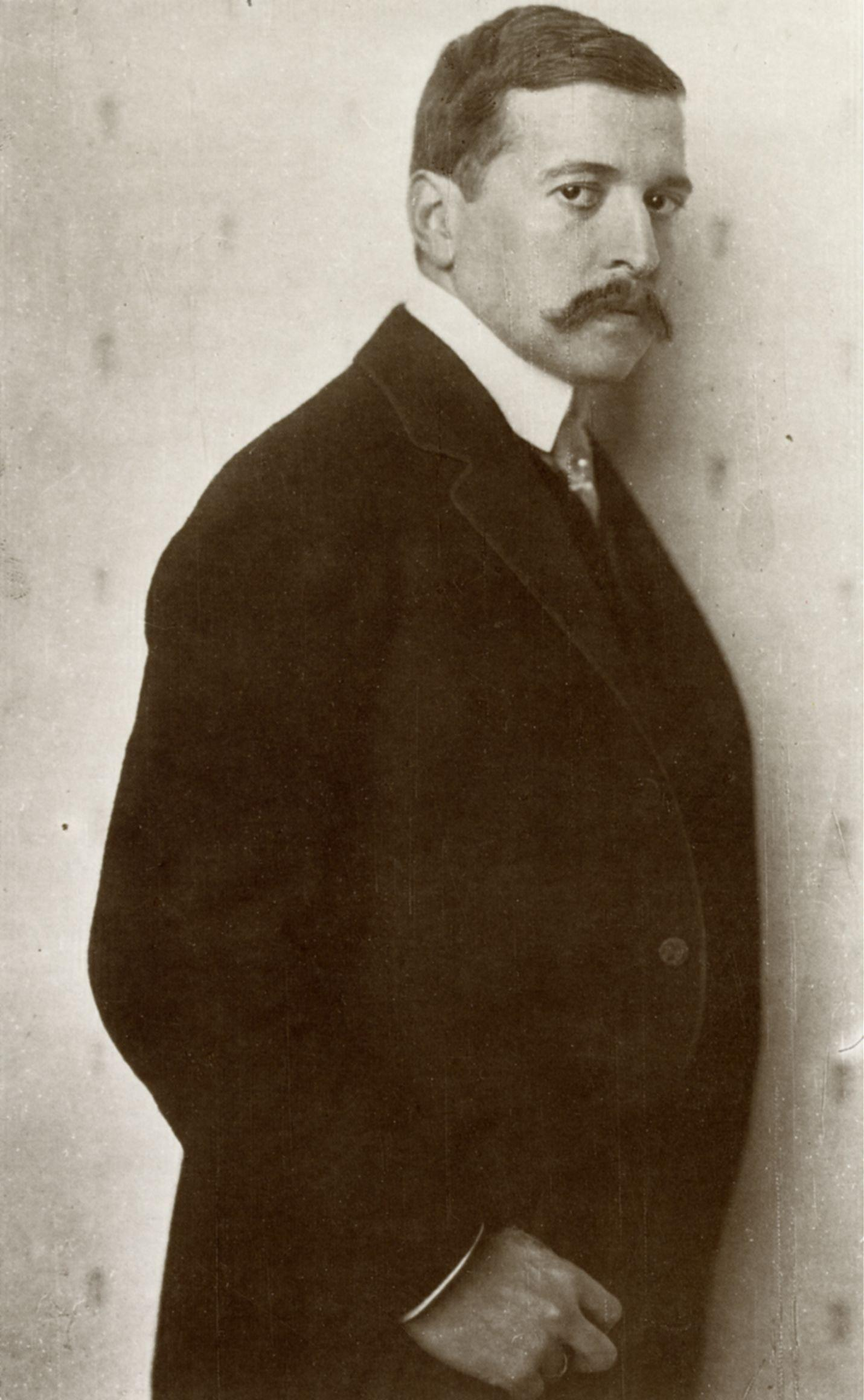
H. v. Hofmannsthal

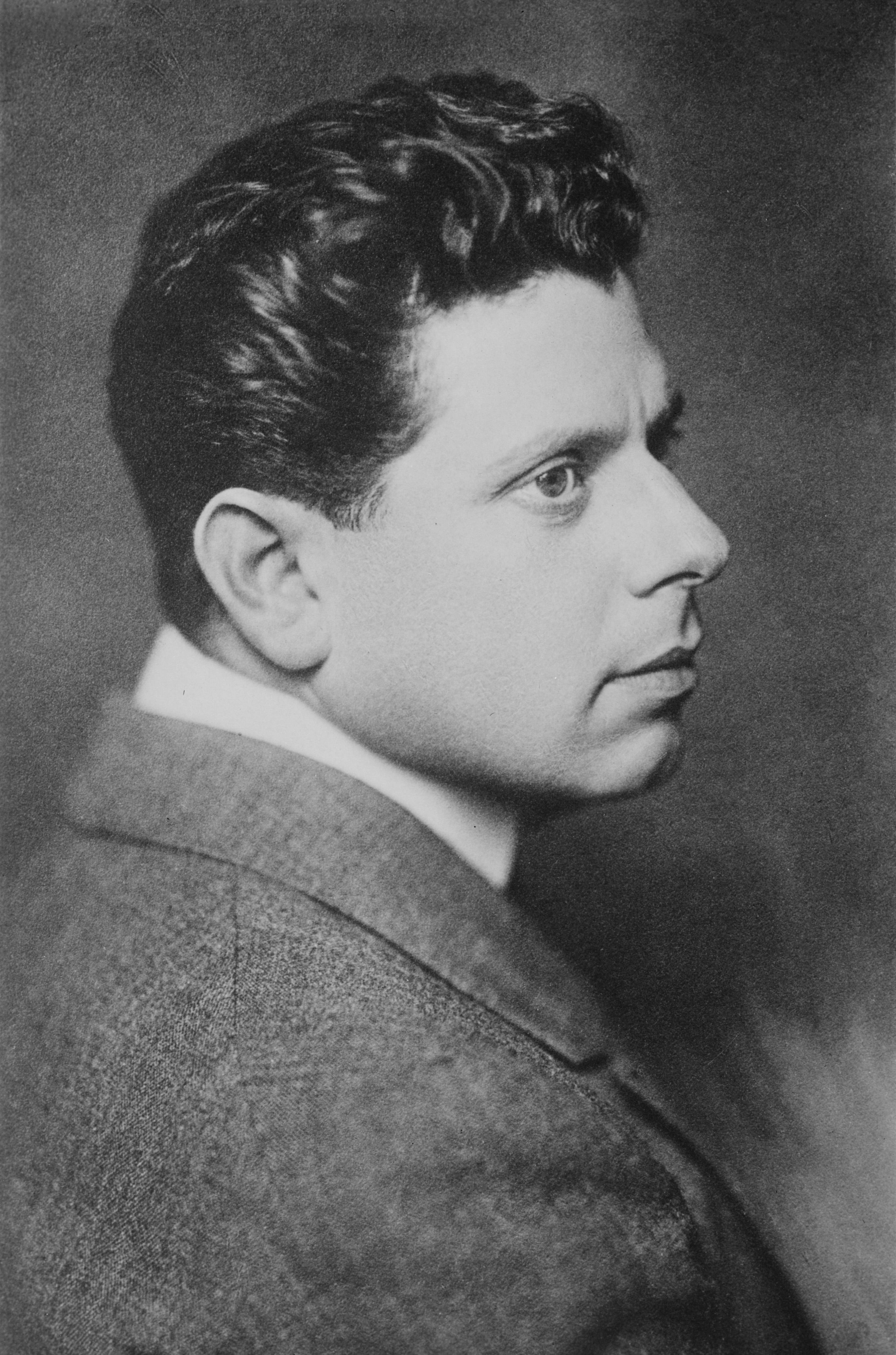
Max Reinhardt

### De los orígenes hasta 1945
Ya a mediados del siglo XIX se comenzaron a organizar diversos festivales de música en Salzburgo, para homenajear a Mozart. En 1842 se celebró una serie de conciertos, con asistencia de la viuda de Mozart, así como en 1856, al cumplirse el primer centenario del nacimiento del compositor. En 1877 y 1878, la recién creada fundación del Mozarteum de Salzburgo organizó unos festivales mozartianos en los que participaron la Orquesta Filarmónica de Viena y el director Hans Richter. A estos siguieron otros, de forma intermitente, con presencia de Felix Mottl, Gustav Mahler o Alfred Roller.  Finalmente, en 1918, al concluir la Primera Guerra Mundial, la idea de realizar un festival anual en torno a la figura de Mozart fue retomada, de la mano del poeta y dramaturgo Hugo von Hofmannsthal, el compositor Richard Strauss, el director Max Reinhardt, el diseñador escénico Alfred Roller y el director de orquesta Franz Schalk, a los que actualmente se considera como los fundadores del festival, junto con Bernhard Paumgartner como responsable musical.
El primer Festival de Salzburgo se inauguró oficialmente el 22 de agosto de 1920, con la puesta en escena de Reinhardt de la obra teatral de Hofmannsthal Jedermann, frente a la fachada de la Catedral. Esta práctica se ha convertido en una tradición, y la obra se representa cada año en el mismo lugar, como apertura del Festival. A partir del año siguiente se comenzaron a dar conciertos, y en 1922 se representan cuatro óperas de Mozart, en producciones cedidas por la Ópera Estatal de Viena. Tras la interrupción del festival en 1924 por falta de presupuesto, la ópera volvió en 1925, haciéndose evidente la necesidad de un teatro de ópera propio del Festival.
En 1926 se construyó el primer Festspielhaus, o Teatro de los Festivales, actualmente conocido como Haus für Mozart o Kleines Festspielhaus, en el lugar ocupado por los antiguos establos del Arzobispo de Salzburgo, a pies del monte Mönchsberg. El mismo año se empezó a utilizar el adyacente Felsenreitschule, adaptando el patio de la antigua escuela de equitación para representaciones al aire libre. Para entonces, el festival había desarrollado un amplio programa anual, basado en representaciones teatrales y en las óperas de Mozart, aunque comienza a aparecer la música contemporánea (Ariadne auf Naxos, de Strauss), comenzando las retransmisiones en directo de los eventos a través de la Radio Austriaca. A partir de entonces comenzó una época dorada, en la que grandes directores de orquesta, como Arturo Toscanini, Clemens Krauss o Bruno Walter dirigieron muchas representaciones. La Filarmónica de Viena comenzó su colaboración con el Festival, convirtiéndose en orquesta residente para conciertos sinfónicos y representaciones operísticas. En 1927 comienza la tradición, que continúa en la actualidad, de interpretar anualmente la Gran misa en do menor de Mozart en la iglesia de la Abadía Benedictina de San Pedro.
Con la anexión de Austria a la Alemania nazi, en 1938, el Festival sufrió un importante golpe. Toscanini renunció a dirigir en el festival, como protesta, gran cantidad de artistas tuvieron que exiliarse, y se suspendieron las representaciones de Jedermann. Incluso se reformó el Festspielhaus para adaptarlo al gusto estético nazi. Al iniciarse la Segunda Guerra Mundial, el programa del Festival se redujo significativamente, llegando a suspenderse en 1944, por orden del ministro Goebbels, como consecuencia del fallido atentado contra Hitler el 20 de julio de aquel año. Solamente se ofreció un concierto dirigido por Wilhelm Furtwängler y el ensayo general abierto de la ópera de Strauss Die Liebe der Danae, aunque el posterior estreno previsto fue suspendido.

### Los años de postguerra y la época de Karajan

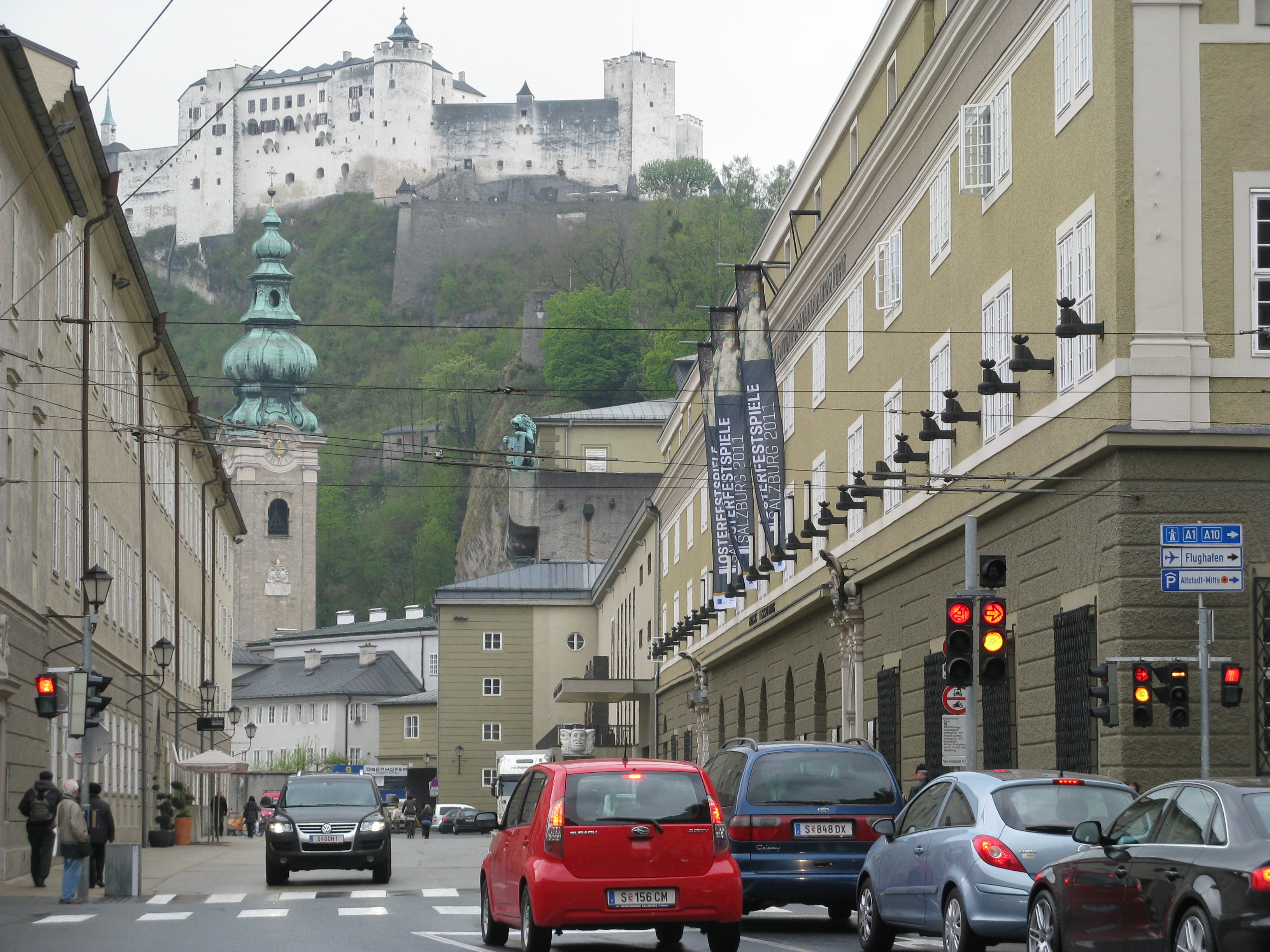
La Hofstallgasse, donde se encuentran los tres teatros del festival.

Apenas tres meses después del final de la Guerra, el 12 de agosto de 1945 el festival reanudó su actividad, con dos tercios de los asistentes pertenecientes a las fuerzas de ocupación aliadas. Se presentó una nueva producción de Die Entführung aus dem Serail y varias representaciones teatrales, conciertos de cámara y conciertos sinfónicos con la Orquesta del Mozarteum. Al año siguiente regresaron Jedermann y la Filarmónica de Viena, aunque aparecen nuevos nombres (Hans Swarowsky, John Barbirolli, Carl Schuricht, Charles Munch, Ferenc Fricsay) sustituyendo los de los artistas de los que se estaba investigando su actividad en la época nazi (Furtwängler, Karl Böhm o Herbert von Karajan). Estos comenzaron a volver en los años siguientes: Furtwangler presentó un nuevo Fidelio en 1948 y Karajan llevó la ópera por primera vez a la Felsenreitschule, con Orfeo ed Euridice.
En 1949, el director de la Orquesta del Mozarteum, Bernhard Paumgartner, introdujo las Mozart matinées, en las que se revisa todo el amplio catálogo de obras de Mozart, sacando a la luz gran número de joyas olvidadas. Durante los años 50 el festival incide en la presentación de importantes estrenos de música contemporánea, sobre todo operísticos, al tiempo que presenta producciones de referencia del repertorio tradicional. En 1952, finalmente tuvo lugar el estreno de Die Liebe der Danae, suspendido en 1944. Tras la muerte de Furtwängler, en 1954, comenzó una lucha interna por la posición de director musical dominante del festival, paralela a la que se estaba produciendo en la Ópera de Viena, entre Karajan y Böhm. Finalmente, a partir de 1957, Karajan (nacido en Salzburgo, y que no había actuado en el Festival desde 1949) asumió el puesto de director artístico. Simultáneamente, comenzaron los trabajos de construcción de un nuevo teatro de grandes proporciones, que Karajan pretendía fuera el mayor y más moderno del mundo.

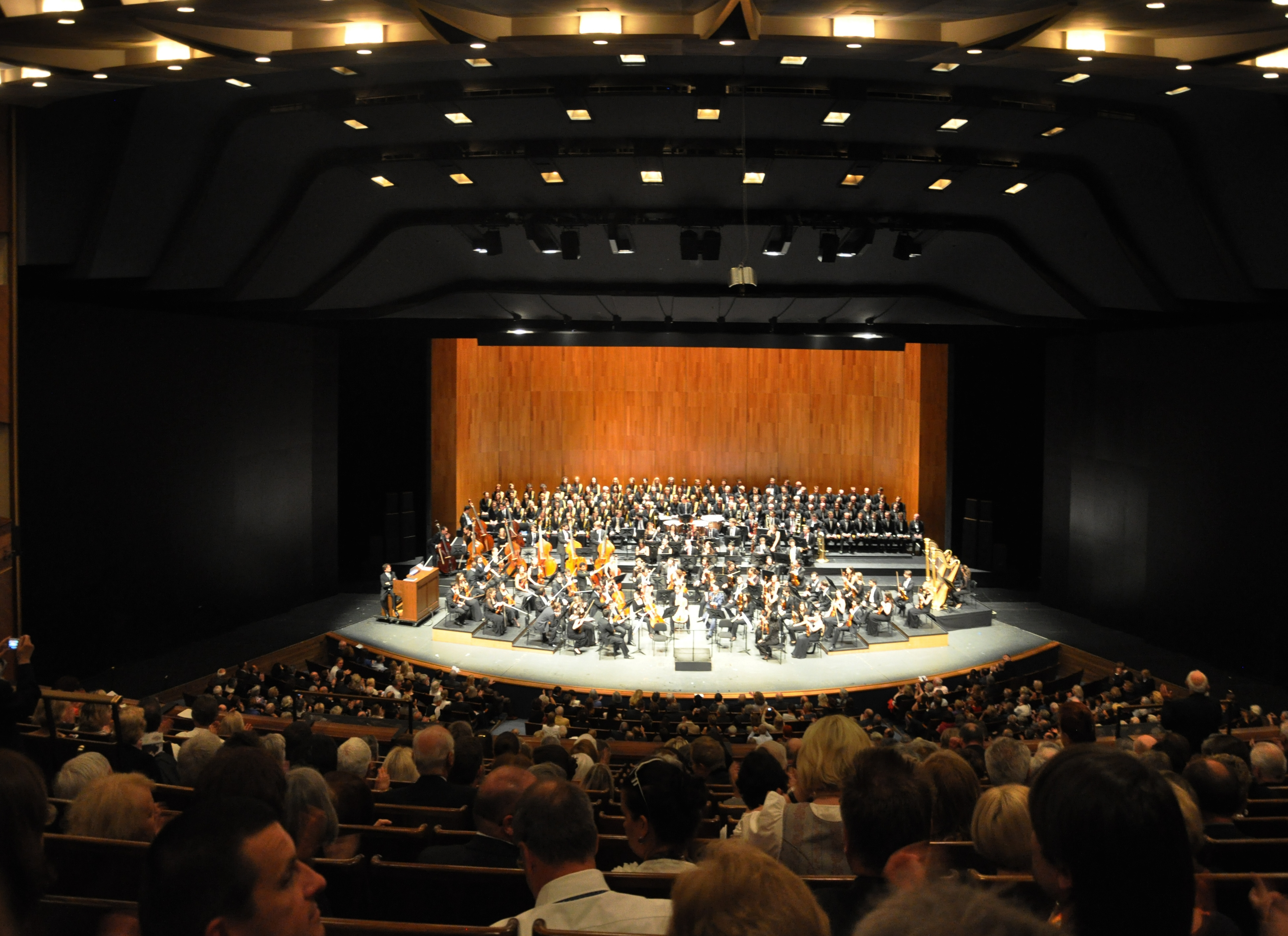
Interior del Grosses Festspielhaus, preparado para un concierto sinfónico.

Karajan comenzó su regencia asumiendo labores de dirección escénica, además de la musical en Fidelio y Falstaff, y trajo al festival a su nueva orquesta, la Filarmónica de Berlín, para convertirla en la segunda orquesta principal del Festival. En los años sucesivos también comenzaron a visitar el festival otras grandes orquestas del mundo, comenzando en 1958 con la Orquesta del Concertgebouw de Ámsterdam, y continuando en 1959 con la presentación de Leonard Bernstein con su Orquesta Filarmónica de Nueva York.
El nuevo teatro, el Grossesfestspielhaus se inauguró el 26 de julio de 1960 con una legendaria producción de Der Rosenkavalier. Durante las siguientes ediciones, Karajan fue aumentando su poder en el Festival, asumiendo más funciones, hasta convertirse en el único responsable, mientras cada año presentaba espectaculares producciones operísticas en el nuevo teatro. Karajan también comenzó a limitar la presencia de estrenos de música contemporánea, centrándose más en el repertorio más tradicional, con algunas excepciones, como el estreno en 1966 de The Bassarids, de Hans Werner Henze. Nuevos nombres de la escena y la dirección musical, como Giorgio Strehler, Jean-Pierre Ponnelle, Götz Friedrich, Claudio Abbado, Riccardo Muti o James Levine comenzaron a aparecer en el Festival.
Al final del festival de 1988, Karajan, con graves problemas de salud, decide renunciar a la dirección del festival desde el año siguiente. Poco antes del comienzo del festival de 1989, Karajan fallece en Salzburgo. Sir Georg Solti le sustituye en el Festspielhaus en la dirección de la nueva producción de Un ballo in maschera, de Verdi. Al final del festival de ese año, se anuncia como nuevo director artístico a Gerard Mortier.

### El Nuevo Salzburgo

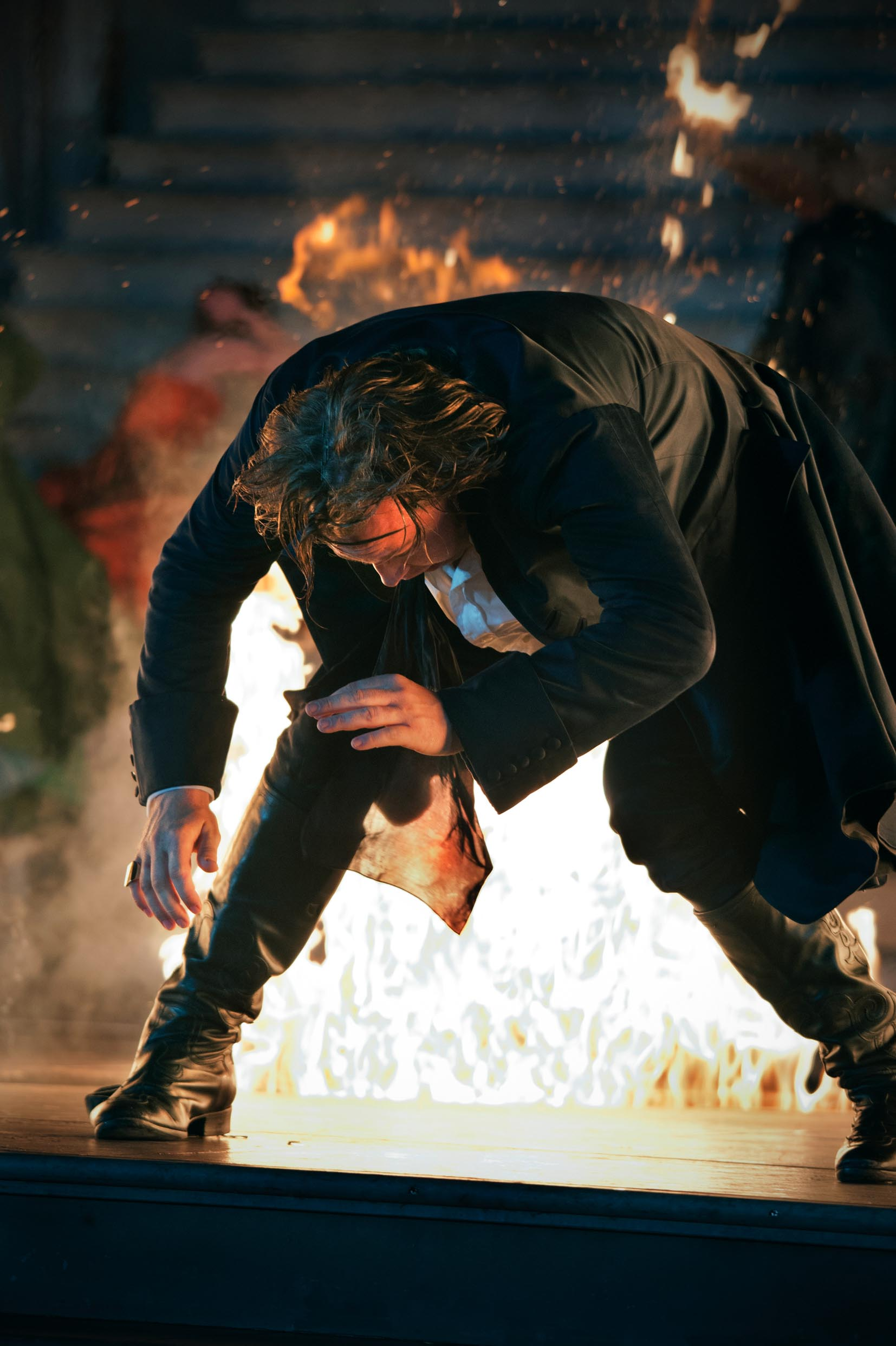
Nicholas Ofczarek como Jedermann, 2012

Tras dos temporadas de transición en la programación, en 1992 el nuevo director artístico comienza a marcar la diferencia con la etapa anterior: se presentan seis nuevas producciones de ópera, algunas en coproducción con otros teatros de ópera, como la del San Francisco de Asis de Messiaen dirigida por Peter Sellars. Hacen su aparición nuevos artistas, como Sylvain Cambreling y Nikolaus Harnoncourt y se habilitan nuevos espacios escénicos. Se planea cambiar las estructuras del festival, comenzando con el público: se cambia el modelo de subscripción, con precios más bajos y ofertas para el público más joven. Por primera vez se introducen los sobretítulos en representaciones de ópera y comienzan los ciclos de conciertos de la Camerata Académica de Salzburgo que dirige Sándor Végh. Se presta especial atención a los jóvenes compositores, con la creación de la serie "Next generation" (Kaija Saariaho o Matthias Pintscher), y aparecen nuevos directores de escena, como Peter Stein (que ocupó el cargo de director teatral del festival de 1992 a 1997), Herbert Wernicke (Boris Godunov, Fidelio y Don Carlo), Christoph Marthaler (Katia Kabanová y Vec Makropulos), Robert Wilson (El Castillo de Barbazul y Erwartung), Peter Mussbach (The Rake's Progress y Lulu) o Luc Bondy (Salome y Le nozze di Figaro). En 1999 se produce el debut en la escena operística de La Fura dels Baus, con La Damnation de Faust, de Berlioz en la Felsenreitschule. Ese mismo año. Mortier anuncia el final de su mandato para 2001, y se designa para sucederlo a Peter Ruzicka. En 2000, debido a la llegada al poder de la extrema derecha en Austria, Mortier amenaza con su retirada inmediata, pero posteriormente mantiene el programa de relevo previsto. La despedida del director belga en 2001, con un polémico Die Fledermaus dirigido por Hans Neuenfels permite hacer balance de diez años de polémica e intensa renovación.
La etapa de Ruzicka, con Jürgen Flimm y Martin Kusej como directores teatrales comenzó con éxito en 2002, con la aparición de Anna Netrebko en una nueva producción de Don Giovanni dirigida por Harnoncourt. En 2003, Henze volvió a triunfar en Salzburgo, con el estreno de L'Upupa und der Triumph der Sohnesliebe. Para terminar su mandato, y en conmemoración del 250 aniversario de Mozart, Ruzicka puso en escena en el festival de 2006 las 22 óperas del compositor salzburgués, en lo que constituyó uno de los mayores acontecimientos en la historia del festival. Simultáneamente se encargaron y estrenaron 16 nuevas obras para emparejarse con obras de Mozart en la serie de conciertos sinfónicos del festival. También en ese año se presentó la remodelación del Kleines Festspielhaus, rebautizado como Haus für Mozart, modernizado y adaptado especialmente para la representación de las obras del compositor salzburgués.
Tras la renuncia de Ruzicka, en 2007 Jürgen Flimm asume la dirección del festival, destacando en su etapa la producción de un nuevo ciclo de las óperas de Mozart con libreto de Da Ponte, dirigidas por Claus Guth. A partir del festival de 2012, el nuevo director fue Alexander Pereira, que en 2013 dedicó el Festival a la conmemoración de los centenarios de Verdi y Wagner, programando entre otras óperas, Falstaff y Don Carlo, del primero, y, de Wagner, Rienzi y Los Maestros cantores (esta última, por primera vez en Salzburgo desde 1936). Pereira abandonó el festival en 2014 para dirigir la Scala de Milán, y los festivales de 2015 y 2016 fueron dirigidos por el director teatral Sven-Eric Bechtolf. A partir del festival de 2017 comenzó su mandato el nuevo director, Markus Hinterhäuser (que ya había dirigido el festival en 2011, de forma interina, entre las etapas de Flimm y Pereira).

### Producciones de ópera
En la historia del festival, desde las primeras óperas en 1922 hasta las programadas para el Festival de 2018, se han puesto en escena 318 producciones escénicas de 141 títulos de ópera diferentes, de 74 compositores distintos. De todos ellos, destacan las cinco óperas más importantes de Mozart, junto con Der Rosenkavalier, y otras que se han repetido frecuentemente, como Fidelio, Falstaff u Orfeo ed Euridice.
| Autor           | Título                        | Número de Producciones |
| --------------- | ----------------------------- | ---------------------- |
| Mozart          | Le nozze di Figaro            | 19                     |
| Mozart          | Die Zauberflöte               | 18                     |
| Mozart          | Don Giovanni                  | 15                     |
| Mozart          | Così fan tutte                | 14                     |
| Mozart          | Die Entführung aus dem Serail | 13                     |
| Richard Strauss | Der Rosenkavalier             | 10                     |
| Beethoven       | Fidelio                       | 9                      |
| Mozart          | Idomeneo                      | 7                      |
| Richard Strauss | Ariadne auf Naxos             | 6                      |
| Verdi           | Falstaff                      | 6                      |
| Mozart          | La clemenza di Tito           | 6                      |
| Richard Strauss | Elektra                       | 5                      |
| Gluck           | Orfeo ed Euridice             | 5                      |
| Richard Strauss | Die Frau ohne Schatten        | 4                      |
| Verdi           | Don Carlo                     | 4                      |
| Mozart          | Lucio Silla                   | 4                      |
| Berg            | Wozzeck                       | 4                      |

De todos los autores destaca con diferencia el salzburgués Mozart, seguido de uno de los fundadores del Festival, Richard Strauss.
| Autor           | Número de Producciones |
| --------------- | ---------------------- |
| Mozart          | 113                    |
| Richard Strauss | 38                     |
| Verdi           | 24                     |
| Beethoven       | 9                      |
| Gluck           | 9                      |
| Berg            | 6                      |
| Weber           | 6                      |
| Rossini         | 6                      |
| Haendel         | 5                      |
| Wagner          | 5                      |
| Monteverdi      | 5                      |
| Janácek         | 4                      |

Entre todas estas producciones se pueden destacar algunas por su pervivencia, como la de Le nozze di Figaro dirigida por Jean-Pierre Ponnelle con Herbert von Karajan en el foso, que se representó en 10 festivales, entre 1972 y 1988. La producción de Die Zauberflöte que el mismo director francés puso sobre el escenario de la Felsenreitschule entre 1978 y 1986, dirigida por James Levine, se pudo presenciar en 9 ediciones consecutivas del Festival. Por su parte, Giorgio Strehler montó en el Kleines Festspielhaus una producción de Die Entfürung aus dem Serail, que dirigió, sobre todo, Zubin Mehta, y que se programó en 9 ediciones, entre 1965 y 1975.
En cuanto a los directores de orquesta responsables de las producciones de ópera del Festival, destacan con diferencia Karl Böhm y Herbert von Karajan. De los directores de escena, también destaca Oscar Fritz Schuh, que trabajó intensamente en el Festival tras la Segunda Guerra Mundial, hasta bien entrados los años 60, así como el propio Karajan.
| Director de orquesta   | Número de Producciones |
| ---------------------- | ---------------------- |
| Karl Böhm              | 28                     |
| Herbert von Karajan    | 24                     |
| Bruno Walter           | 14                     |
| Riccardo Muti          | 11                     |
| Sylvain Cambreling     | 11                     |
| Christoph von Dohnányi | 9                      |
| Lorin Maazel           | 9                      |
| Clemens Krauss         | 9                      |
| Nikolaus Harnoncourt   | 7                      |
| Georg Solti            | 7                      |
| Ivor Bolton            | 7                      |

| Director de Escena   | Número de Producciones |
| -------------------- | ---------------------- |
| Oscar Fritz Schuh    | 23                     |
| Günther Rennert      | 16                     |
| Herbert von Karajan  | 14                     |
| Lothar Wallerstein   | 14                     |
| Herbert Graf         | 10                     |
| Jean-Pierre Ponnelle | 9                      |
| Claus Guth           | 7                      |
| Herbert Wernicke     | 7                      |
| Rudolf Hartmann      | 6                      |

## Festival de Pentecostés

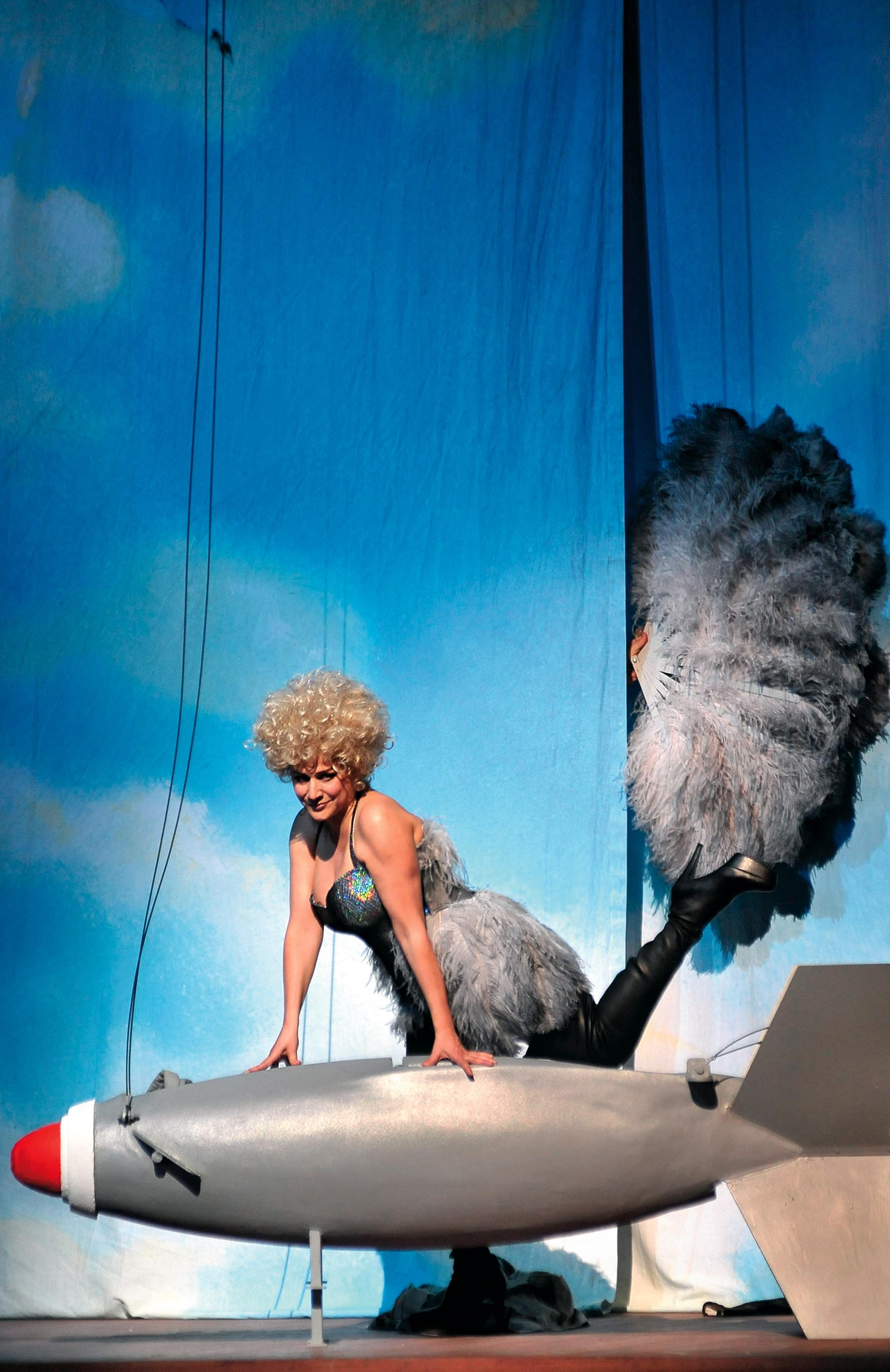
Cecilia Bartoli como Cleopatra en Julio César en Egipto, 2012

En 1973 Herbert von Karajan creó los "conciertos de Pentecostés" (Pfingstkonzerte), inicialmente dedicados a las sinfonías de Anton Bruckner. Pronto se convertirían en un festival independiente, aunque orgánicamente dependiente de la misma dirección del festival de verano (Salzburger Pfingstfestspiele), constituido por una serie de conciertos sinfónicos con la Orquesta Filarmónica de Berlín. Desde 1998, se dedica temáticamente a la música antigua y barroca. Desde 2007 hasta 2011 su director artístico fue el director de orquesta Riccardo Muti, que durante su mandato quiso enfocar el programa en los compositores napolitanos del siglo XVIII, presentando óperas de Domenico Cimarosa, Giovanni Paisiello o Saverio Mercadante.
A partir de 2012, la directora artística es la mezzosoprano Cecilia Bartoli, que programó su primer año basándose en la figura de Cleopatra. Al año siguiente cantó Norma de Bellini con éxito rotundo. El 2014 lo dedicó, de manera monográfica, a obras de Rossini, cantando La Cenicienta y el rol femenino en Otello, Desdémona.

## Festival de Pascua
El Festival de Pascua de Salzburgo (Osterfestspiele), fundado por Herbert von Karajan, quien fue su primer director artístico, se celebró por primera vez en primavera de 1967, con la intención de aprovechar las infraestructuras del Festival de Salzburgo para presentar producciones operísticas, en principio centradas en la obra de Richard Wagner. Las obras de este compositor habían estado generalmente ausentes de la programación del Festival de Salzburgo, con el fin de no competir con el Festival de Bayreuth, que se celebra en las mismas fechas. Hasta entonces solo se había representado Los Maestros Cantores, entre 1934 y 1936, dirigida por Toscanini y Furtwängler. Al tiempo, Karajan aprovechó para darle la responsabilidad de las representaciones a su Filarmónica de Berlín, mientras que en el Festival de Salzburgo es la Filarmónica de Viena la que lleva el peso de la mayoría de las producciones operísticas.
El primer Festival presentó tres funciones de Die Walküre, con producción escénica del propio Karajan, junto con un concierto coral y dos conciertos sinfónicos. En los tres años siguientes se presentaron las otras tres óperas del ciclo de El Anillo del Nibelungo, a las que siguieron otras obras de Wagner (Tristan, Meistersinger, Lohengrin) alternando con otras obras de repertorio (Fidelio, Bohéme, Don Carlo, etc).
La gestión y la organización del Festival de Pascua son completamente independientes de las del Festival de Salzburgo. Desde su fundación hasta su muerte en 1989 Karajan mantuvo la dirección artística, que pasó a Georg Solti hasta 1993, y después, sucesivamente a los directores titulares de la Filarmónica de Berlín, Claudio Abbado y Simon Rattle. La viuda de Karajan, Eliette, mantiene todavía la presidencia honorífica del festival.
Tradicionalmente, el programa del festival se abre y se cierra con dos representaciones de una nueva producción operística con la orquesta residente, acompañadas por tres conciertos sinfónicos y una serie de sesiones de cámara con miembros de la orquesta, centradas en la música contemporánea.
En 2011, la Filarmónica de Berlín anunció su desvinculación del festival y el final de la dirección artística de Rattle a partir de 2013, por desacuerdos presupuestarios con la dirección del festival. Desde 2013 hasta 2022, el papel de orquesta residente lo tomó la Staatskapelle Dresden, y el de director artístico su titular, Christian Thielemann, que inauguraron su colaboración con una nueva producción de Parsifal. Se creó así un hilo conductor con el fundador, pues Thielemann es discípulo de Karajan.
En el festival de Pascua de 2017, con motivo del 50 aniversario del primer festival, se recuperó la producción original de Die Walküre de 1967, esta vez dirigida por Thielemann, además de conciertos especiales con la Filarmónica de Berlín y la Filarmónica de Viena.
En febrero de 2023 se hizo público que la Filarmónica de Berlín volverá a ser la orquesta residente del Festival de Pascua desde 2026.